# Eneko Lizarralde
Lizarralde  Delgado est un nom espagnol. Le premier nom de famille, en général paternel, est Lizarralde ; le second, en général maternel, souvent omis, est Delgado.
Eneko Lizarralde Delgado, né le 23 octobre 1993 à Bergara, est un coureur cycliste espagnol.

## Biographie
Eneko Lizarralde passe professionnel en 2015 au sein de la nouvelle équipe continentale basque Murias Taldea, qui prend le nom de Euskadi Basque Country-Murias dès l'année suivante. Début 2017, une chute survenue lors du Trofeo Andratx-Mirador des Colomer lui occasionne une fracture du radius droit. Son indisponibilité est alors estimée à 6 semaines. Revenu en forme au printemps, il échappe de peu à un accident avec un camion. Souffrant d'une fracture d'une clavicule et d'un pneumothorax, il est à nouveau écarté des compétitions pour plusieurs semaines. Il n'y revient qu'en fin de saison pour trois courses. En fin d'année, à sa grande déception, il n'est pas conservé par l'équipe Euskadi Basque Country-Murias,.

## Palmarès
- 2014
  - Mémorial José María Anza
  - Oñati Proba
  - 2e du Premio San Pedro
  - 3e du Mémorial Etxaniz

## Classements mondiaux
| Année           | 2016   |
| --------------- | ------ |
| UCI Europe Tour | 1 453e |